# Pedroorden

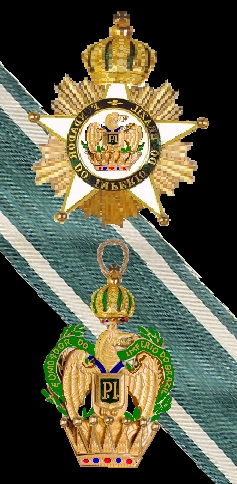
Kejs. Brasilianska Pedroorden.

Kejserliga Brasilianska Pedroorden (portugisiska: Imperial Ordem de Pedro Primeiro eller Imperial Ordem de Pedro Primeiro, Fundador do Império do Brasil) är en brasiliansk riddarorden som instiftades genom kejsar Peter I av Brasilien den 16 april 1826. Den 22 mars 1890 avskaffades orden som nationellt ordenstecken av den interimistiska regeringen República Velha.

## Pedroorden som en husorden
Eftersom avsättningen 1889 av den sista brasilianska monarken, kejsare Peter II, fortsätter orden som en husorden och delas ut av ledarna för huset Orléans-Bragança, pretendenter till den inte längre förekommande brasilianska tronen. Den nuvarande brasilianska kejserliga familjen är uppdelad i två grenar, Petrópolis och Vassouras, och vem som är stormästare av orden är omtvistat mellan dessa två grenar.